# Dhammapala
Dhammapala ist ein theravada-buddhistisches Waldkloster in Kandersteg im Berner Oberland in der Schweiz.

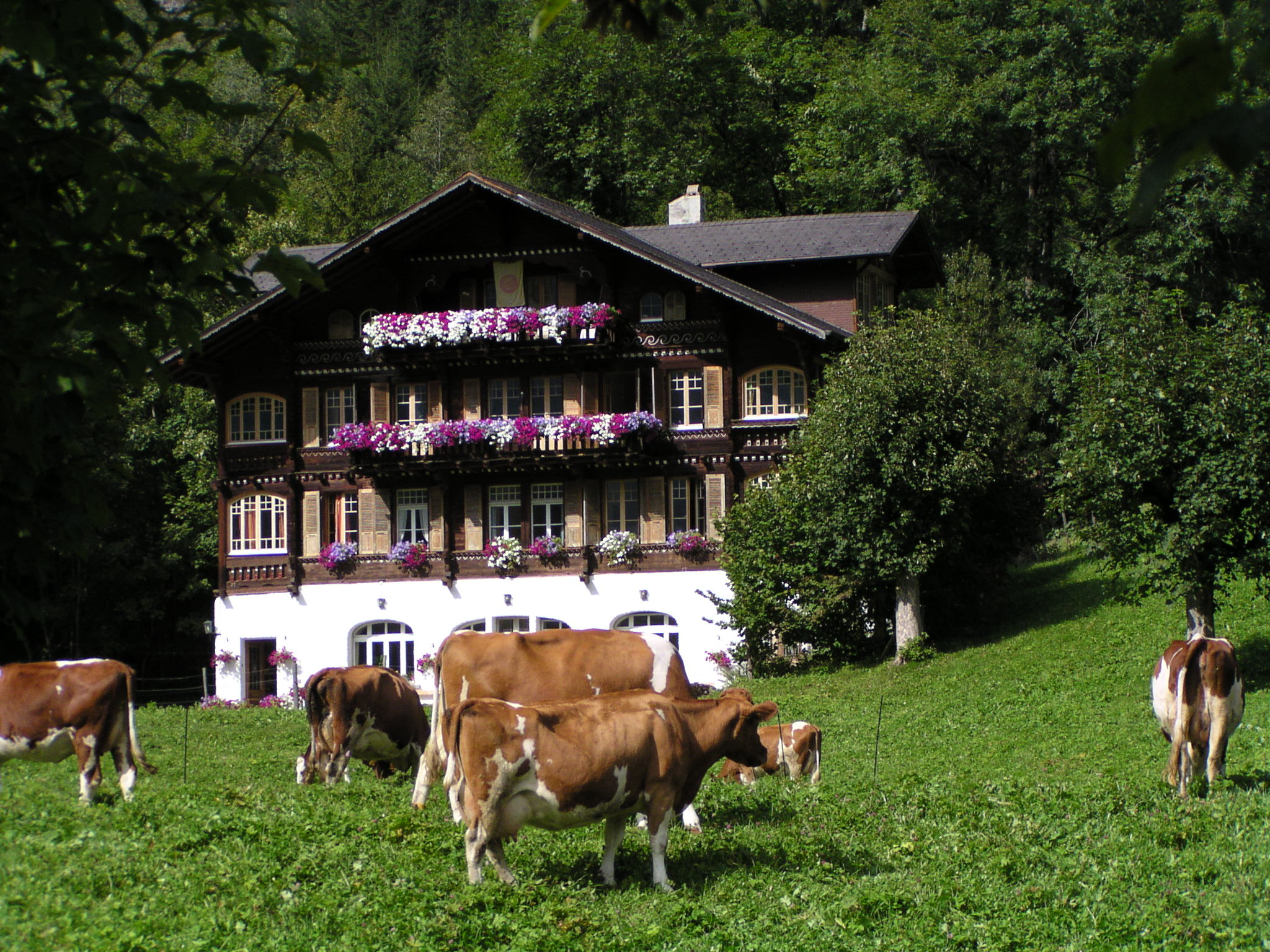
Kloster Dhammapala (September 2005)

Die wachsende westliche Anhängerschaft (Sangha) des Ajahn Chah, eines weithin bekannten Theravada-Waldmönches aus Thailand, gründete neben Klöstern in Großbritannien auch Klöster auf dem europäischen Festland. Neben dem Zweigkloster dieser Traditionslinie in Italien, Santacittarama, findet sich in Kandersteg, Schweiz, das Wat Dhammapala.
Schon seit Jahren wollten nichtordinierte Freunde der Sangha aus der Schweiz ein Kloster in der Schweiz gründen. 1988 luden sie zwei Mönche des Klosters Amaravati ein, um das buddhistische Zentrum Dhammapala in Konolfingen bei Bern einzurichten. Aufgrund des wachsenden Interesses an diesem Zentrum wurde 1991 in Kandersteg ein größeres Haus gekauft.
Inzwischen ist das Kloster für viele Menschen ein Ort der Vipassana-Meditationspraxis. Spiritueller Rat, Unterweisung in der buddhistischen Lehre und Einführungen in die Vipassana-Meditation wird dort allen gegeben, die darum nachsuchen, ebenso wird kostenlose buddhistische Literatur angeboten. Darüber hinaus bieten die Mönche die Leitung von Meditationsgruppen in der Schweiz und in Deutschland an, führen Retreats an verschiedenen Orten Europas durch und halten Desanas (Pali für „Lehrrede über das Dhamma“).
Die ersten siebzehn Jahre der Klostergeschichte war der kanadische Mönch Ajahn Thiradhammo Seniormönch und also auch Abt. Abt Khemasiri (* 1950 in Magdeburg) gab sein im Sommer 2005 übernommenes Amt im Oktober 2018 an Abhinando (* 1966 in Hamburg) ab.